# Fosterdiagnostik

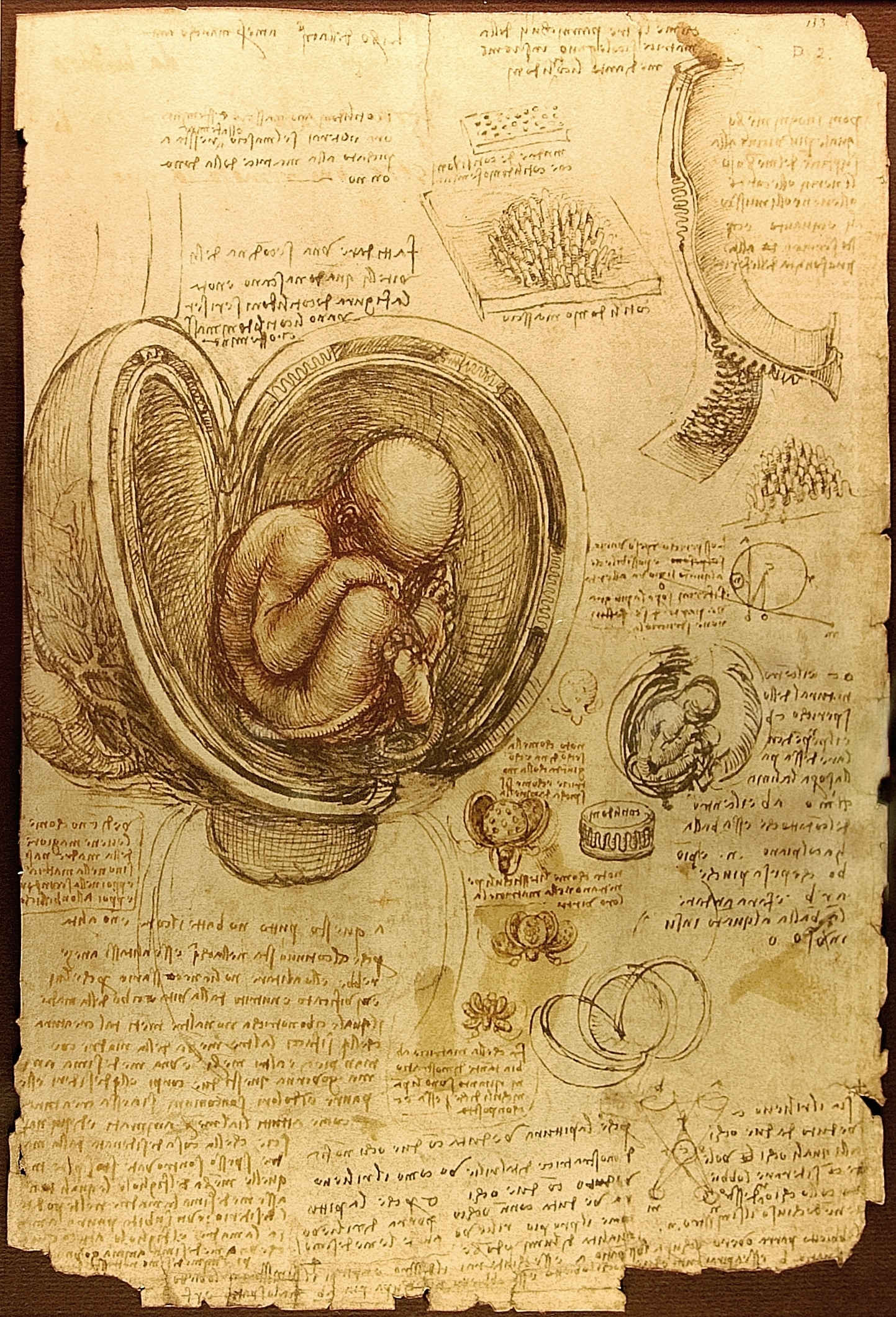
Leonardo da Vincis teckning av foster i livmodern.

Fosterdiagnostik är samlingsnamn för olika undersökningar på mänskliga foster som utförs när de befinner sig i moderns livmoder. Olika undersökningar används under olika delar av graviditeten och för olika frågeställningar.
Vanligt använda metoder är analyser av ultraljudsundersökning av livmodern och fostervattensprov. Rutinkontrollen med ultraljud företas I Sverige kring vecka 18 för att beräkna tidpunkten för förlossningen eller att konstatera om ett foster vissa har allvarliga skador eller riskerar att utveckla svår sjukdom. Vissa sjukdomar hos fostret kan behandlas redan innan barnet är fött.[källa behövs] Även moderkakans läge i livmodern undersöks för att upptäcka det för modern och barnet livshotande tillståndet placenta praevia, då moderkakan växer över inre modermunnen och hindrar fostrets passage ut genom förlossningskanalen. I debatten om fosterdiagnostiken har vissa farhågor framförts om den etiska problematiken och om effekterna på sikt; jämförelser har ibland gjorts med den kontroversiella tvångssteriliseringen.
KUB-test (eller kombinerat ultraljud och biokemiskt prov) används för att bedöma sannolikheten för bland annat Downs syndrom. Ett antal nyare metoder för att bedöma både Downs syndrom och andra trisomier finns. Vilka som erbjuds att göra undersökningen är olika inom olika regioner och landsting?Fosterdiagnostik är en teknisk process där man testar fostrets gener för att upptäcka eventuella genetiska sjukdomar eller kromosomavvikelser. Tekniken har blivit allt vanligare, och syftet med denna text är att diskutera både fördelar och nackdelar med fosterdiagnostik, samt att ta ställning för eller emot tekniken.
Fosterdiagnostik erbjuder flera fördelar, såsom möjligheten att tidigt upptäcka genetiska sjukdomar och kromosomavvikelser. Detta gör att föräldrar kan förbereda sig för eventuella medicinska behov och ge barnet bästa möjliga vård från början. Dessutom ger det föräldrar möjlighet att fatta informerade beslut om graviditeten och planera för framtiden.
Dock finns det också flera motargument. För det första kan fosterdiagnostik leda till selektiv abort om ett barn diagnostiseras med en allvarlig sjukdom. Detta väcker etiska frågor om livets värde och om vi ska ha rätt att avsluta en graviditet baserat på genetiska resultat. Vidare kan falska resultat, både falskt positiva och falskt negativa, skapa oro och stress hos föräldrar och leda till onödiga psykologiska påfrestningar.
Fosterdiagnostik är inte bara ett sätt att “välja bort” utan också ett sätt att ge föräldrar information för att kunna ge sitt barn bästa möjliga start i livet. Resultaten kan ge viktig insikt om den medicinska vård som kan behövas, vilket kan förbättra barnets livskvalitet och föräldrarnas förberedelse.

## Användning
År 2016 erbjöd man i Sverige ultraljud till alla gravida kvinnor kring vecka 18, och vissa landsting även utökad ultraljud i samband med KUB-undersökning.  Olika genetiska metoder som KUB kan användas för att upptäcka kromosomala fel eller andra genetiska avvikelser.

## Metoder
Ett antal olika metoder för fosterdiagnostik finns, men olika fördelar och nackdelar. Det traditionellt använda i Sverige är ett så kallat kombinerat ultraljud och blod-test: KUB-test. 

### Ultraljud

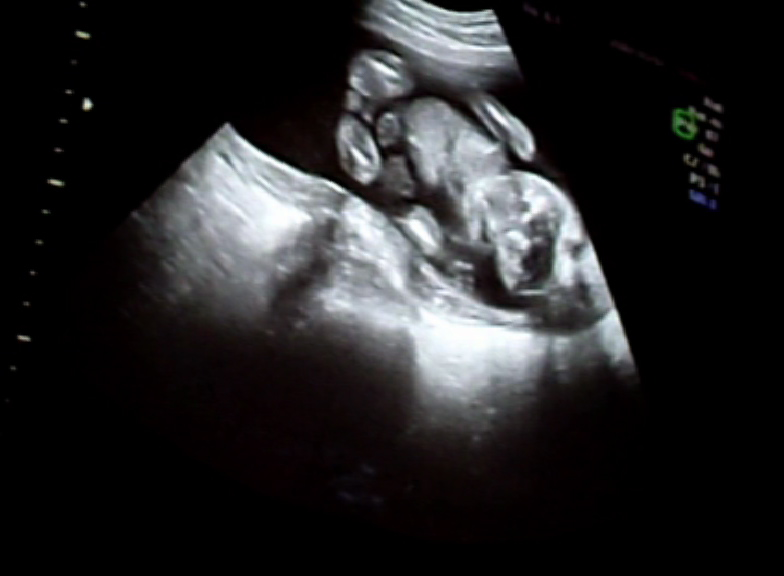
Exempel på fosterdiagnostik baserad på ultraljud.

Diagnostiskt ultraljud erbjuds idag för alla gravida kvinnor i Sverige kring vecka 18. Ultraljud kan visa fostrets ålder och förväntad förlossingsdatum, samt påvisa vissa missbildningar i foster såväl som moderkaka. En metod som används vid ultraljudsdiagnostik är nackuppklarningstest (NUPP).

### Invasiv fosterdiagnostik
Invasiv fosterdiagnostik innebär oftast att man tar ett fostervattenprov och analyserar vävnad med hjälp av olika genetiska analysmetoder.

#### Karyotypering
Karyotypering är en form av genetisk analys som innebär att man färgar in kromosomer från fostret för att kunna upptäcka olika kromosomala avvikelser under mikroskop. Detta är den traditionellt använda analysmetoden vid diagnostik av fostervattenprov. Den kan upptäcka avvikelser såsom trisomier som kan orsaka Downs syndrom, Edwards syndrom, eller Pataus syndrom. Tillförlitligheten när karyotypering används för att upptäcka trisomier är hög, men otillräcklig för andra kromosomala avvikelser.

#### Mikroarray

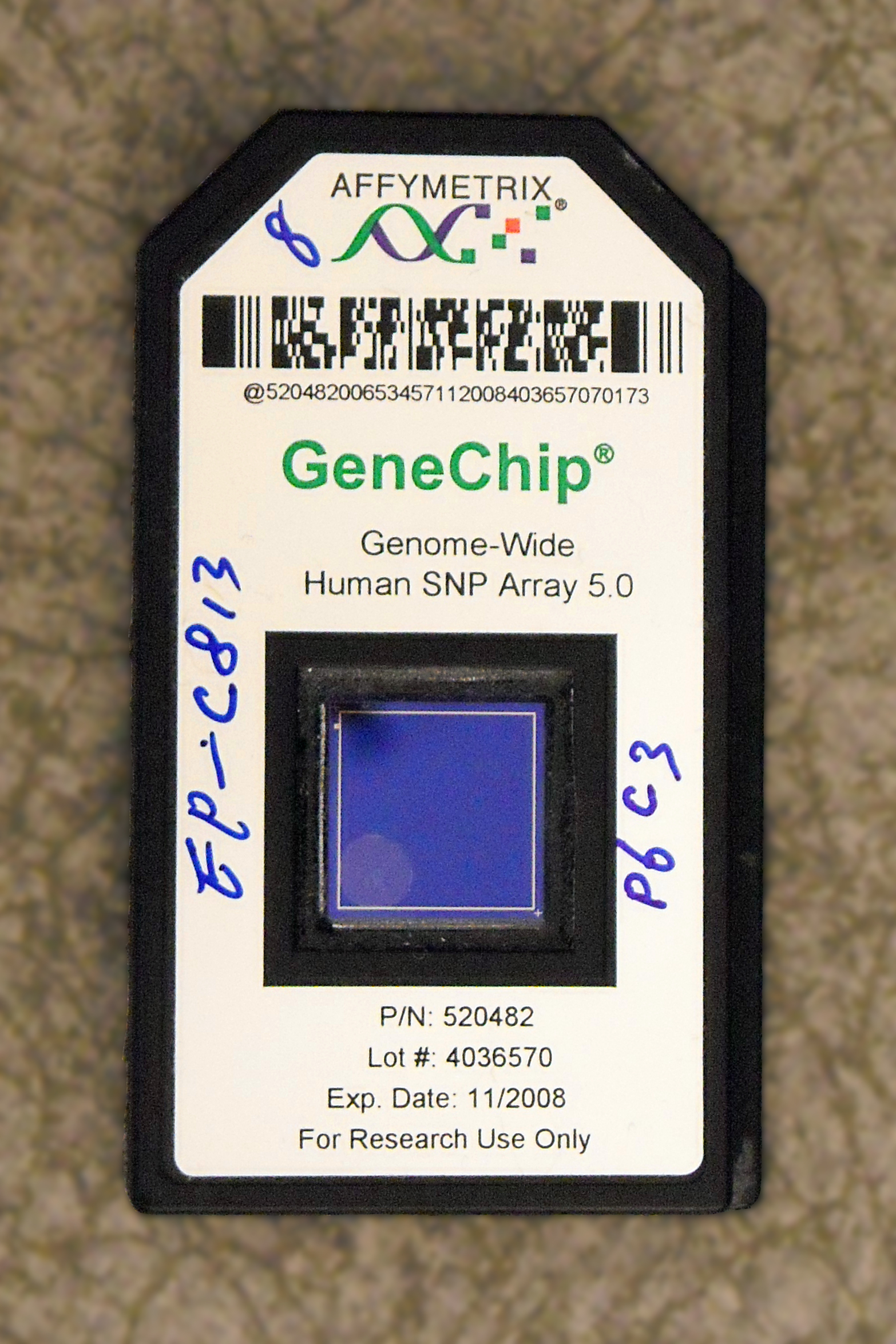
Ett mikroarray chip som detta lyser upp med färger och kan analyseras för olika genetiska uppsättningar. Detta chip riktar sig till SNP:er som är små skillnader i genomet som förekommer hos alla människor.

Mikroarrayanalys är en nyare form av genomisk analys som innebär mer detaljerad information om fostrets genuppsättning. I en SBU-rapport från 2016 visades att avvikelser i hjärta eller flera organsystem kunde mer noggrant identifieras med mikroarray än ett antal andra undersökningmetoder. Detta höll dock inte för fall då kromosomavvikelserna berodde på hög ålder hos den gravida, oro, eller annars hög sannolikhet för kromosomavvikelse i tidigare KUB-test.

### Icke-invasiv fosterdiagnostik
Icke-invasiv fosterdiagnostik (non-invasive prenatal testing, NIPT) är en nyare form av test, som bygger på att små delar av fostrets DNA (cellfritt fetalt DNA, cffDNA) förekommer i kvinnans blod. Man kan alltså analysera barnets DNA genom blodprov från den gravida kvinnan. Med NIPT kan man upptäcka de vanligaste kromosomavvikelserna hos fostret. Detta har flera fördelar jämfört med tidigare metoder: det är enkelt, riskfritt och kvinnan får ett tillförlitligare beslutsunderlag än vid KUB. Fostervattensprov kan undvikas i större utsträckning, vilket innebär lägre risk för missfall och minskat obehag för kvinnan. NITP-test kan utföras redan i graviditetsvecka 9–10.
I de fall NIPT-test visar på kromosomavvikelse finns det goda skäl att genomföra provtagning från moderkaka eller fostervatten. NITP kan ge falskt positiva eller negativa svar, även om NIPT-testets tillförlitlighet är hög.
Privata kliniker som erbjuder NIPT i Sverige finns samlade här. Karolinska Universitetssjukhuset i Stockholm utför det än så länge endast i särskilda fall. Svaret kan vara svårt att hantera för föräldrar och medför vissa etiska svårigheter.

#### Next-generation sequencing
Next-generation sequencing eller NGS är en samling metoder för att snabbt sekvensera utvalda delar av ett genom eller för analys och sekvensering av hela genomet. Kombinationen av NIPT och NGS-metoder analyserades av SBU 2016 för tillförlitlighet i att bedöma trisomier vid fosterdiagnostik, och man fann otillräckligt vetenskapligt underlag. Man kunde inte heller säkerställa metodernas tillförlitlighet gällande detektion av andra genetiska avvikelser. Dessutom fann man en stärkt etisk problematik då mer information än den tillfrågade fås fram ur denna analys. NGS i kombination med NITP används idag i Sverige.

## Historik
Sedan 1960-talet har man i Sverige använt ultraljud, i början för att upptäcka tvillinggraviditeter. Invasiv fosterdiagnostik kom till kring samma tid.